# Trolejbusy w Lublinie
Trolejbusy w Lublinie – jeden z trzech czynnych systemów trolejbusowych w Polsce (obok Gdyni i Tych). Przewoźnikiem na liniach trolejbusowych jest Miejskie Przedsiębiorstwo Komunikacyjne Lublin Sp. z o.o.

## Linie
Po Lublinie kursuje 13 linii trolejbusowych oraz 2 linie okresowe (cmentarna oraz turystyczna). W roku 2008 uruchomiono turystyczną linię trolejbusową obsługiwaną historycznym taborem.
Pierwsza linia trolejbusowa nosiła numer 15 (początkowo numery zawierały się w przedziale pomiędzy 15–26). W 1969 uruchomiono linię 27, która kursowała z Dworca Głównego PKP przez Krakowskie Przedmieście na ul. Unicką, a w latach 1969–1972 kursowała z al. Warszawskiej na Unicką linia 28. W późniejszym okresie liniom trolejbusowym przydzielano numery od 50 (50–60), wreszcie w związku z dalszym zwiększeniem liczby linii autobusowych w 1984 liniom trolejbusowym nadano numery od 150 (do 162 w szczytowym rozwoju linii). 
1 października 2014 linią trolejbusową została linia 56, na którą skierowano wyłącznie trolejbusy hybrydowe z uwagi na brak trakcji zasilającej na części trasy przejazdu. Podobnie uczyniono 1 grudnia 2014 z linią nr 20, na której spory odcinek trasy znajdował się pod trolejbusową siecią trakcyjną. Na pozostałym odcinku trolejbusy kursowały na napędzie alternatywnym. Od 1 marca 2015 trolejbusy z dodatkowym napędem w całości obsługiwały linię nr 9. 1 września 2015 linia ta otrzymała numer 159. 
Od 18 stycznia 2016 r. trolejbusami obsługiwana jest linia nr 19. 1 marca 2016 r. dokonano korekty przebiegu tras; powstały linie 157 i 161 (d. 28). Linia 150 uległa likwidacji. 5 sierpnia 2019 r. trolejbusy skierowano na linię 10. W październiku 2019 dokonano zmianę numeru linii nr 10 na 150 oraz 19 na 162.

### Wykaz linii
| Linia | Schemat | Trasa | Liczba przystanków | Średni czas przejazdu |
| ----- | ------- | --- | ------------------ | --------------------- |
| 150   |         | OS.PORĘBA – Granitowa – Jana Pawła II – Al. Kraśnicka – Bohaterów Monte Cassino – Wileńska – Głęboka – Sowińskiego – Al. Racławickie – Krakowskie Przedmieście – 3 Maja – Al. Tysiąclecia – Lwowska – Al. Andersa – Mełgiewska – MEŁGIEWSKA WSEI (Mełgiewska – Grygowej – PANCERNIAKÓW *) *kurs zjazdowy do zajezdni                               | 20–25 (6)          | 38 min. (47 min.)     |
| 151   |         | ABRAMOWICE – Abramowicka – Kunickiego – pl. Bychawski – al. Piłsudskiego – Lipowa – Al. Racławickie – al. Kraśnicka – WĘGLIN | 25                 | 44 min.               |
| 153   |         | PANCERNIAKÓW – Grygowej – Dekutowskiego – Droga Męczenników Majdanka – Fabryczna – Al. Zygmuntowskie – al. Piłsudskiego – Narutowicza – Głęboka – Wileńska – Bohaterów Monte Cassino – Armii Krajowej – Orkana – Roztocze – al. Kraśnicka – WĘGLIN                                                                                                 | 23                 | 47 min.               |
| 154   |         | WĘGLIN – al. Kraśnicka – Roztocze – Orkana – Armii Krajowej – Bohaterów Monte Cassino – Zana – Filaretów – Głęboka – Muzyczna – Stadionowa – Młyńska – Dworcowa – Młyńska (powrót: Dworcowa – Gazowa – Młyńska) – Stadionowa – Lubelskiego Lipca '80 – al. Unii Lubelskiej – Podzamcze – Unicka – Obywatelska – Gębali - Chodźki - CHODŹKI SZPITAL | 25–26              | 40 min.               |
| 155   |         | PANCERNIAKÓW – Grygowej – Mełgiewska – Gospodarcza – Hutnicza – Łęczyńska – Wolska – pl. Bychawski – al. Piłsudskiego – Lipowa – Al. Racławickie – al. Kraśnicka – Zana – ZANA ZUS | 27–28              | 42 min.               |
| 156   |         | FELIN – Doświadczalna – Franczaka „Lalka” – Droga Męczenników Majdanka – Fabryczna – al. Unii Lubelskiej – Zamojska – Królewska – Lubartowska – Obywatelska – Chodźki – Al. Smorawińskiego – Szeligowskiego – Choiny – CHOINY | 24                 | 38 min.               |
| 157   |         | ZANA LECLERC – Zana – Filaretów – Jana Pawła II – Krochmalna – Diamentowa – Zemborzycka – Kunickiego – Dywizjonu 303 – Krańcowa – Droga Męczenników Majdanka – Franczaka „Lalka” – Doświadczalna – FELIN | 27–29              | 42 min.               |
| 158   |         | FELIN – Doświadczalna – Franczaka „Lalka” – Droga Męczenników Majdanka – Fabryczna – Al. Zygmuntowskie – al. Piłsudskiego – Lipowa – Al. Racławickie – al. Kraśnicka – Zana – ZANA ZUS | 22                 | 41 min.               |
| 159   |         | OS.PORĘBA – Granitowa – Jana Pawła II – Armii Krajowej – Bohaterów Monte Cassino – Wileńska – Głęboka – Narutowicza – Bernardyńska – Zamojska – Fabryczna – Łęczyńska – Hutnicza – Gospodarcza – Mełgiewska – MEŁGIEWSKA WSEI (Mełgiewska – Grygowej – PANCERNIAKÓW*) *kurs zjazdowy do zajezdni                                                   | 22 (6)             | 42 min. (51 min.)     |
| 160   |         | OS.PORĘBA – Granitowa – Jana Pawła II – Filaretów – Jana Pawła II – Krochmalna – Diamentowa – Zemborzycka – Kunickiego – Pl. Bychawski – Wolska – Fabryczna – al. Unii Lubelskiej – Zamojska – Królewska – Lubartowska – Obywatelska – Chodźki – Al. Smorawińskiego – Szeligowskiego – Choiny – CHOINY                                             | 36                 | 56 min.               |
| 161   |         | OS.PORĘBA – Granitowa – Jana Pawła II – al. Kraśnicka – Bohaterów Monte Cassino – Zana – Nadbystrzycka – Krochmalna – Gazowa – Dworzec Główny PKP – Dworcowa – Młyńska – Stadionowa – Lubelskiego Lipca '80 – plac Bychawski – Wolska – Droga Męczenników Majdanka – Franczaka „Lalka” – Doświadczalna – FELIN                                     | 36                 | 57 min.               |
| 162   |         | OS.PORĘBA – Granitowa – Jana Pawła II – Armii Krajowej – Bohaterów Monte Cassino – Zana – Nadbystrzycka – Krochmalna – Diamentowa – Zemborzycka – Herberta – INŻYNIERSKA | 28                 | 35 min.               |

Linia zawieszona
| Linia | Schemat | Trasa | Liczba przystanków | Średni czas przejazdu |
| ----- | ------- | --- | ------------------ | --------------------- |
| 152   |         | DWORZEC GŁÓWNY PKP – Stadionowa – Muzyczna – Nadbystrzycka – Zana – Filaretów – Jana Pawła II – Granitowa – OS.PORĘBA | 15–16              | 21 min.               |

Linia cmentarna (linia bezpłatna kursująca 01.11. WSZYSTKICH ŚWIĘTYCH, 02.11. DZIEŃ ZADUSZNY)
| Numer linii | Schemat | Trasa |
| 202         |         | MAJDANEK – Droga Męczenników Majdanka – Wolska – Kunickiego – Abramowicka – ABRAMOWICE - Abramowicka - Kunickiego - Wolska- Droga M. Majdanka - Krańcowa - Witosa - Dekutowskiego - Droga M. Majdanka - MAJDANEK ABRAMOWICE - Abramowicka - Kunickiego - Wolska - Droga M. Majdanka - Dekutowskiego - Grygowej - Pancerniaków - PANCERNIAKÓW* kurs zjazdowy do zajezdni |

Linia turystyczna (obsługiwana zabytkowym trolejbusem)
| Numer linii | Schemat | Trasa |
| T           |         | OGRÓD SASKI – Al. Racławickie – al. Kraśnicka – ZANA ZUS – Wileńska – Głęboka – Muzyczna – Stadionowa – Lubelskiego Lipca '80 – plac Bychawski – Wolska – Droga Męczenników Majdanka – MAJDANEK z powrotem ... – al. Piłsudskiego – Lipowa – Al. Racławickie – OGRÓD SASKI (w każdą sobotę i niedzielę lipca i sierpnia) FELIN - Franczaka ''Lalka'' - Droga M. Majdanka - Fabryczna - Zamojska - Lubartowska - Obywatelska - Gębali - Chodźki - CHODŹKI SZPITAL |

Linia zjazdowa
| Numer linii | Trasa |
| 950         | wariant 1 - kurs zjazdowy z linii 158 ZANA ZUS – Filaretów – Głęboka – Narutowicza – al. Piłsudskiego – Al. Zygmuntowskie – Fabryczna – Droga Męczenników Majdanka – Dekutowskiego – Grygowej – PANCERNIAKÓW wariant 2 - kurs zjazdowy z linii 157 ZANA LECLERC – Wileńska – Głęboka – Narutowicza – al. Piłsudskiego – Al. Zygmuntowskie – Fabryczna – Droga Męczenników Majdanka – Dekutowskiego – Grygowej – PANCERNIAKÓW wariant 3 - kurs zjazdowy z linii 160 i 161 OS.PORĘBA – Granitowa – Jana Pawła II – Armii Krajowej – Bohaterów Monte Cassino – Wileńska – Głęboka – Narutowicza – al. Piłsudskiego – Al. Zygmuntowskie – Fabryczna – Droga Męczenników Majdanka – Dekutowskiego – Grygowej – PANCERNIAKÓW wariant 4 - kurs zjazdowy z linii 156 i 160 CHOINY – Choiny – Szeligowskiego – al. Smorawińskiego – Chodźki – Obywatelska – Lubartowska – Królewska – Zamojska – Fabryczna – Droga Męczenników Majdanka – Dekutowskiego – Grygowej – PANCERNIAKÓW wariant 5 - kurs zjazdowy z linii 151 WĘGLIN – al. Kraśnicka – Al. Racławickie – Lipowa – al. Piłsudskiego – Al. Zygmuntowskie – Fabryczna – Droga Męczenników Majdanka – Dekutowskiego – Grygowej – PANCERNIAKÓW |
| 909         | Linia zjazdowa z linii 159 do 2019 r. w kierunku PANCERNIAKÓW trasa przebiegała tak samo jak linia 159 do przystanku MEŁGIEWSKA WSEI od tego przystanku kurs został wydłużony (Trasa: MEŁGIEWSKA - GRYGOWEJ - PANCERNIAKÓW) |

Niektóre z kursujących dawniej linii (ostatnia znana trasa)
Numery linii 150, 154, 157, 158, 159, 161 i 162 zostały reaktywowane w późniejszym czasie na innych trasach.
| 150     | Dworzec Główny PKP – Dworcowa – Młyńska – Stadionowa – Lubelskiego Lipca 80 – al. Piłsudskiego – Lipowa – Al. Racławickie – al. Kraśnicka – Węglin i z powrotem | zlikwidowana 1 marca 2016 |
| 151 bis | Abramowice – Al. Kraśnicka (Węglin) przez pl. Bychawski, 1 Maja, Zamojską, Krakowskie Przedmieście, Al. Racławickie | zlikwidowana około 1991 |
| 154     | Unicka – Zana-Wileńska przez Krakowskie Przedmieście, Lipową, Głęboką, Filaretów | zlikwidowana w 1994 |
| 157     | Węglin – Zana-Wileńska przez Al. Racławickie, Narutowicza, Głęboką | zlikwidowana w 2004 |
| 158     | Unicka – Dworzec Główny PKP przez Krakowskie Przedmieście, Lipową | zlikwidowana w 1990 |
| 159     | Zana-Wileńska przez Al. Racławickie, Narutowicza, Głęboką (linia okrężna) | zlikwidowana w 1994 |
| 161     | Unicka – Węglin przez Krakowskie Przedmieście, Al. Racławickie | zlikwidowana w 1994 |
| 162     | Unicka – Mełgiewska FS | zlikwidowana w 1990 |
| 162     | Abramowice – Kunickiego – pl. Bychawski – Wolska – Droga Męczenników Majdanka – Majdanek i z powrotem | od 2011 jedynie jako linia specjalna uruchamiana w okolicach Wszystkich Świętych i Zaduszek, od 2019 pod numerem 202                     |
| 758     | Felin – Doświadczalna – Droga Męczenników Majdanka – Fabryczna – Al. Zygmuntowskie – al. Piłsudskiego – Lipowa – Al. Racławickie – al. Kraśnicka – Zana – Zana ZUS | Kursowała jako wzmocnienie podstawowej linii trolejbusowej nr 158 do czasu otwarcia sieci trakcyjnej na Felin zlikwidowana 1 lutego 2014 |
| 951     | wariant 1 Mełgiewska WSEI – Mełgiewska – Gospodarcza – Hutnicza – Łęczyńska – Wolska – pl. Bychawski – al. Piłsudskiego – Lipowa – Al. Racławickie – Rondo Krwiodawców wariant 2 Pancerniaków – Grygowej – Dekutowskiego – Droga Męczenników Majdanka – Fabryczna – Al. Zygmuntowskie – al. Piłsudskiego – Lipowa – Al. Racławickie – Rondo Krwiodawców wariant 3 Felin – Doświadczalna – Franczaka „Lalka” – Droga Męczenników Majdanka – Fabryczna – Al. Zygmuntowskie – al. Piłsudskiego – Lipowa – Al. Racławickie – Rondo Krwiodawców wariant 4 Abramowice – Kunickiego – pl. Bychawski – al. Piłsudskiego – Lipowa – Al. Racławickie – Rondo Krwiodawców wariant 5 Chodźki Szpital – Chodźki – Obywatelska – Lubartowska – Królewska – Zamojska – Al. Unii Lubelskiej – al. Piłsudskiego – Lipowa – Al. Racławickie – Rondo Krwiodawców | Linia zjazdowa zlikwidowana 18 maja 2015                                                                                                 |